# هیمکامی
هیمکامی یک گروه موزیک نیوایج ژاپنی است که در سال ۱۹۸۰ توسط «یوشیاکی هوشی» با نام «هیمکامی سینسیشن» پایه‌گذاری شد. در سال ۱۹۸۴ نام گروه به هیمکامی تغییر کرد. نام گروه برگرفته از نام کوهی در موریوکای ژاپن است. در حال حاضر گروه توسط «یوشیکی هوشی»، فرزند «یوشیاکی هوشی» به عنوان نوازنده سینتی سایزر اداره می‌شود و خواننده‌های گروه «واکاکو ناکاجیما»، «توموکو فوجی» «جانکو شیوا» و «یوریکو سانو» می‌باشند. آلبوم Ama Takami no Kuni اولین آلبوم گروه بعد از درگذشت «یوشیاکی هوشی» در سال ۲۰۰۴ بود. کمپانی Higher Octave تعدادی از آثار گروه را در آمریکای شمالی منتشر کرده است.